# كاتارينا مولر
كاتارينا مولر (بالألمانية: Katharina Müller-Elmau)‏ (و. 1965 – م) هي ممثلة، وممثلة أفلام، من ألمانيا، ولدت في غوتينغن.

## وصلات خارجية
- كاتارينا مولر على موقع IMDb (الإنجليزية)
- كاتارينا مولر على موقع ألو سيني (الفرنسية)
- كاتارينا مولر على موقع ميوزك برينز (الإنجليزية)
- كاتارينا مولر على موقع قاعدة بيانات الأفلام السويدية (السويدية)
- كاتارينا مولر على موقع قاعدة بيانات الفيلم (الإنجليزية)
- كاتارينا مولر على موقع كينوبويسك (الروسية)